# Venstrepartiet – De Grønne
Vinstrihreyfingin – grænt framboð (officielt dansk navn: Venstrepartiet - De Grønne, men De Venstregrønne anvendes også) er et socialistisk og grønt islandsk parti. Partiet blev stiftet den 6. februar 1999 af altingsmedlemmer med en baggrund i Samlingsfronten for at samle venstresocialister og miljøaktivister til det forestående altingsvalg.
Partiets prioriterer særligt social velfærd, en uafhængig udenrigspolitik og miljøbeskyttelse.
De Venstregrønne fik 9,1 procent af stemmerne i 1999 og 6 medlemmer af Altinget. Ved valget i 2003 gik partiet lidt tilbage. Ved valget i 2007 gik partiet støt frem og fik 14,3 procent af stemmerne og 9 repræsentanter i Altinget. I 2009 gik partiet frem til 21,7% og fik dermed 14 pladser i Altinget og kunne fortsætte i den overgangsregering, som partiet havde dannet sammen med det islandske, socialdemokratiske parti Alliancen 25. april 2009. Indbyrdes stridigheder om bl.a. EU-medlemskab, en udeblevet reform af fiskekvotesystemet og en ny grundlov, samt den vanskellige økonomiske situation gjorde dog, at regeringen tabte valget i 2013 stort.
De Venstregrønne fik fremgang ved valget i 2016, men formåede ikke at etablere en koalition mellem de liberale midterpartier og venstrefløjen, så Island fik atter en borgerlig regering.
Under valgkampen op til valget i 2017 lå partiet til en stor valgsejr, men hårde angreb på dets skattepolitik skar forspringet bort, og det vandt kun et mandat. Igen glippede forsøget på at danne en koalition mellem venstrefløjen og midterpartierne, og til slut dannede de Venstregrønne regering med de to borgerlige partier Selvstændighedspartiet og Fremskridtspartiet med partiets leder Katrín Jakobsdóttir som statsminister. Dette var ikke ukontroversielt internt, og to altingsmedlemmer stemte imod regeringsaftalen.
Partiet er med i det nordiske venstrefløjssamarbejde Nordisk Grønne Venstre Alliance sammen med blandt andet Socialistisk Folkeparti.
Partiformand siden 2013 er Katrín Jakobsdóttir.

## Valgresultater
Altingsvalg 1999–2017
| Valg               | Stemmer | Stemmer | Mandater | Mandater |
| Valg               | Antal   | %       | Antal    | +/-      |
| ------------------ | ------- | ------- | -------- | -------- |
| Altingsvalget 1999 | 15.115  | 9,1     | 6        | +6       |
| Altingsvalget 2003 | 16.129  | 8,8     | 5        | -1       |
| Altingsvalget 2007 | 26.136  | 14,3    | 9        | +4       |
| Altingsvalget 2009 | 40.580  | 21,7    | 14       | +5       |
| Altingsvalget 2013 | 20.546  | 10,9    | 7        | -7       |
| Altingsvalget 2016 | 30.166  | 15,9    | 10       | +3       |
| Altingsvalget 2017 | 33.155  | 16,9    | 11       | +1       |

## Formænd
| Formand                  | Periode   |
| ------------------------ | --------- |
| Steingrímur J. Sigfússon | 1999–2013 |
| Katrín Jakobsdóttir      | 2013–     |